# Кримська сільська адміністрація
Кри́мська сільська адміністрація (каз. Қырым ауылдық әкімдігі, рос. Крымская городская администрация) — адміністративна одиниця у складі Денисовського району Костанайської області Казахстану. Адміністративний центр та єдиний населений пункт — село Кримське.
Населення — 674 особи (2021; 971 у 2009, 1185 у 1999, 1235 у 1989).
Станом на 1989 рік існувала Кримська сільська рада (селища Кримський, Озерний), з 1993 року — Кримський сільський округ. 2021 року ліквідовано село Озерне, Кримський сільський округ перетворено в сільську адміністрацію.

## Склад
До складу адміністрації входять такі населені пункти:
| Населений пункт | Старі назви | Населення, осіб (1989) | Населення, осіб (1999) | Населення, осіб (2009) | Населення, осіб (2021) |
| --------------- | ----------- | ---------------------- | ---------------------- | ---------------------- | ---------------------- |
| Кримське, село  | Кримський   | 1031                   | 935                    | 774                    | 664                    |
| Озерне, село    | Озерний     | 204                    | 250                    | 197                    | 10                     |